# Steinreich
Steinreich  est une commune de Brandebourg (Allemagne), située dans l'arrondissement de Dahme-Forêt-de-Spree.

## Personnalités liées à la ville
- Joachim Friedrich von Stutterheim (1715-1783), général né à Sellendorf.